# Tom Høgli
Tom Høgli (* 20. Februar 1984 in Harstad) ist ein ehemaliger norwegischer Fußballnationalspieler.

## Verein
Høgli begann mit dem Fußballspielen im Nachwuchs des Vereins Skånland og Omegn IF. Von dort zog es ihn in den Nachwuchs von FK Bodø/Glimt. Am 21. September 2003 gab Høgli sein Profidebüt, als er beim 3:0 des FK Bodø am 21. Spieltag der Tippeligæn gegen Brann Bergen drei Minuten vor Schluss für André Hanssen eingewechselt wurde. Es war auch sein einziger Einsatz in der Saison 2003. In der Saison danach war Høgli ebenfalls allenfalls Ersatzspieler und spielte lediglich in 13 Spielen der Tippeligæn, die im Kalenderjahr-Modus ausgespielt wird. In der Folgesaison war Høgli Stammspieler. In 17 Spielen spielte er 15-mal über 90 Minuten. Bodø-Glimt stieg jedoch als Tabellenletzter ab. Seine Mannschaft verpasste in der Adeccoligaen die Rückkehr in die Tippeligaen, da sie lediglich Fünfter wurden.
Anfang 2007 wechselte Høgli zu Tromsø IL. Zur Saison 2011/12 ging er nach Belgien zum FC Brügge. Am 7. August 2011 gab er sein Debüt für die Flamen, als er beim 3:3 gegen VV St. Truiden am zweiten Spieltag der 1. Division in der 77. Minute für Jannes Vansteenkiste eingewechselt wurde. In dieser Saison kam er für den FC Brügge zu 23 Einsätzen. Am 15. September wurde er erstmals  im ersten Europa-League-Gruppenspiel gegen den NK Maribor eingesetzt. Høgli kam in der Europa League zu insgesamt fünf Einsätzen. Er schied mit Brügge im Sechzehntelfinale gegen Hannover 96 aus. Von 2014 bis Ende 2017 spielte er für den dänischen Spitzenclub FC Kopenhagen und gewann zweimal die Meisterschaft und dreimal den nationalen Pokal. Am 1. Januar 2018 wechselte er zurück in seine norwegische Heimat zu Tromsø IL in die Eliteserien. Am Ende des Kalenderjahres beendete er dort seine aktive Karriere.

## Nationalmannschaft

### Norwegen
In den Jahren 2005 und 2006 bestritt Høgli vier Länderspiele für die U-21 Norwegens. Am 20. August 2008 gab Høgli sein Debüt für die A-Nationalmannschaft beim 1:1 gegen Irland in der Anfangself. Er erreichte mit der Nationalmannschaft Siege gegen höher eingeschätzte Mannschaften wie Deutschland (1:0 im Februar 2009 in Düsseldorf) oder Frankreich (2:1 im August 2010 in Oslo). Eine Qualifikation für ein Turnier konnte Høgli jedoch nicht erreichen. Am 12. November 2015 bestritt er sein letztes Länderspiel.

### Sápmi
Im November 2006 nachm Høgli mit der nicht-offiziellen Auswahl von Sápmi am Viva World Cup in Okzitanien teil und gewann diesen. In drei Spielen erzielte der Außenverteidiger dort sechs Tore.

## Erfolge
- Dänischer Meister: 2016, 2017
- Dänischer Pokalsieger: 2015, 2016, 2017